# Elisabeth Abrahamson
A. Elisabeth Abrahamson, född 17 oktober 1929 i Norrköping, död 1 oktober 2003, var en svensk advokat, verksam i Stockholm.
Elisabeth Abrahamson blev 1955 juris kandidat vid Stockholms högskola och var 1956–1973 anställd vid Stockholms stads rättshjälp, 1973–1974 vid Södra allmänna advokatbyrån och blev 1974 chef för Västra allmänna advokatbyrån. Hon var 1968–1973 sekreterare i Föreningen Sveriges rättshjälpsjurister och 1973–1979 ledamot av Rättshjälpsnämnden. Inom Sveriges advokatsamfund (SA) var hon 1976–1981 ledamot respektive vice ordförande för Stockholmsavdelningen, 1979–1981 ledamot av yrkesrådet och 1981–1987 styrelseledamot. Hon blev 1980 ledamot av Pressens opinionsnämnd, 1987 styrelseledamot av Rädda Barnen samt var 1971–1974 ordförande i Yrkeskvinnors klubb i Stockholm.

## Privatliv
Elisabeth Abrahamson är dotter till överstelöjtnant Allan Rehn och Elsa Signeul. Hon gifte sig 1957 med Hans Abrahamson (1915–1972).